# Chris Broderick
Pour les articles homonymes, voir Broderick.
Chris Broderick, né le 6 mars 1970 à Lakewood dans le Colorado, est un guitariste de metal. Ancien guitariste du groupe Jag Panzer, il participe aux quatre albums studio du groupe avant de remplacer Glen Drover au sein de Megadeth. Aussi, entre 2001 et 2007, il est guitariste de tournée pour Nevermore ainsi que pour In Flames depuis 2019. Il intègre In Flames à nouveau pour leur tournée Européenne 2024

## Début de carrière
Broderick commence à jouer de la guitare à l'âge de 11 ans, ayant un style de jeux éclectique allant du RnB à la pop, du classique au jazz. Broderick s'entraina selon lui jusqu'à 14 heures par jour, se levant tôt le matin pour jouer 5 heures de guitare électrique, ensuite 5 heures de guitare classique, 2 heures de piano et enfin 2 heures de violon.
Il obtient son diplôme en guitare classique à l'université de Denver.

## Jag Panzer (1997-2008)
En 1997, le guitariste de Jag Panzer décide de quitter le groupe, posant un problème pour le groupe puisque celui-ci avait un jeu de guitare complexe et très technique. C'est alors que Chris Broderick fut approché par Jag Panzer. Broderick participa aux quatre albums studio suivants du groupe.

## Nevermore(2001-2003, 2006-2007)
Broderick ne fut jamais vraiment un membre à part entière du groupe, ne participant qu'aux concerts du groupe. Après une pause de trois ans, les membres de Nevermore demandèrent à Broderick de repartir en tournée avec eux, avant qu'il ne rejoigne Megadeth.

## Megadeth(2008-2014)
Fin 2007, après bon nombre de rumeurs de départ, Glen Drover quitte le groupe. Son frère Shawn Drover, batteur du groupe, pense directement à Chris Broderick pour le remplacer, et montre à Dave Mustaine des vidéos de Broderick jouant de la guitare électrique et classique. Deux semaines plus tard, Broderick devient officiellement le nouveau guitariste de Megadeth, faisant son premier concert avec le groupe en Finlande. Broderick déclara que du fait de son implication avec le groupe, il ne pourrait plus faire partie de Nevermore et de Jag Panzer.
En 2009, le groupe sort l'album Endgame.
En 2011, le 1er novembre, le groupe sort l'album Thirteen.
En 2013, le 4 juin, le groupe sort l'album Super Collider.
Le 26 novembre 2014, peu après l'annonce de séparation de Shawn Drover, il annonce à son tour sa séparation avec Megadeth, à la suite de différences artistiques et musicales avec le groupe.

## Act of Defiance (2014-2018)
Apres leur départ de Megadeth, Chris Broderick et Shawn Drover, forment Act of Defiance avec Henry Derek et Matt Bachand.

## Groupes
- Jag Panzer 1997–2008
- Nevermore 2001–2003, 2006–2007 (live uniquement)
- Megadeth 2008–2014
- Act of Defiance 2014–2018
- In Flames 2018-actuel

## Discographie

### Jag Panzer
The Age of Mastery (1998)
Thane to the Throne (2000)
Mechanized Warfare (2001)
The Era of Kings and Conflict (2002)
Casting the Stones (2004)

### Nevermore
The Year of the Voyager (2008)

### Megadeth
Endgame (2009)
Rust in Peace Live (2010)
The Big 4 Live from Sofia, Bulgaria (2010)
Thirteen (2011)
Super Collider (2013)
Countdown to Extinction: Live (2013)

### Act of Defiance
Birth and the Burial (2015)